# Nanou (film)
Nanou  è un film del 1986 diretto da Conny Templeman.